# منو ببر خونه (ئی‌پی)
منو ببر خونه (به انگلیسی: Take me home) نخستین آلبوم چندآهنگهٔ خواننده-ترانه‌پرداز و تهیه‌کنندهٔ موسیقی انگلیسی پینک‌پانترس می‌باشد که حاوی سه قطعه است. این ئی‌پی در ۱۶ دسامبر سال ۲۰۲۲ از سوی وارنر رکوردز منتشر گردید.  این اثر پس از میکس‌تیپ وی تحت عنوان به درک (۲۰۲۱) منتشر شده و پیش از دومین آلبوم استودیویی او تحت عنوان خدا میدونه آمده‌است.

## پس‌زمینه
منو ببر خونه یک آلبوم چندآهنگهٔ سه قطعه‌ای از خواننده-ترانه‌پرداز و تهیه‌کنندهٔ موسیقی انگلیسی پینک‌پانترس می‌باشد که در سال ۲۰۲۲ از سوی وارنر رکوردز منتشر گردید. تهیه‌کنندگی این ئی‌پی بر عهدهٔ کایتراندا و چند نفر دیگر بوده‌است. پیش از انتشار کامل این ئی‌پی دو تک‌آهنگ از آن با نام‌های «دلم برام تنگ شده» و «پسره دروغگوئه» عرضه شدند.
منو ببر خونه پس بعد از میکس‌تیپ به درک (۲۰۲۱) منتشر شده و پیش از دومین آلبوم استودیویی وی تحت عنوان خدا میدونه آمده‌است.